# Zielansprache
Die Zielansprache ist ein militärisches Verfahren, um einer anderen Person eine Beobachtung so mitzuteilen, dass diese das angesprochene Ziel selbst auffinden und erkennen kann. Sie wird nicht nur im Rahmen der Feuerleitung benutzt, sondern auch während Beobachtungen und bei Geländebesprechungen.
Das Verfahren der Zielansprache folgt dabei den Buchstaben des Merkwortes REHLZ
Richtung (relativ zur Beobachtungs- oder Fahrtrichtung im Uhrzeigersinn oder nach Geländetaufe)

(E)insehbares Gelände nach Vordergrund - Mittelgrund - Hintergrund
Entfernung immer in Metern! geschätzt

Hilfsziel als auffälliger Punkt im Gelände, niemals etwas, was sich bewegt

Lage zum Ziel

Ziel

Das Erkennen des Ziels durch die andere Person ist zu bestätigen, indem ein weiteres Hilfsziel oder eine Besonderheit am Ziel genannt wird.
Beispiele (Bestätigung des zweiten Beobachters kursiv)
- Geradeaus, (Mittelgrund), 500, Scheune, Daumenbreite rechts davon am Straßenschild, liegender Schütze. - weißer Fleck am Helm
- 3 Uhr, 200, im Dickicht, Geschütz. - Darüber gelbe Blüten
- Zielpunkt 7, zwölf Strich links davon, 8 Strich darunter, Staubwolke - bewegt sich nach rechts
- Zwei feindliche Schützen einen Daumensprung links vom einzelstehenden Baum - rechter Schütze mit Maschinengewehr